# 杰夫·阿特伍德
杰夫·阿特伍德（Jeff Atwood，1970年—) 是美国程序员、作家、博主和企业家。他是程序设计博客Coding Horror的作者。他還參與創辦计算机编程问答网站Stack Overflow和Stack Exchange 。

2007年，杰夫·阿特伍德發表了阿特伍德定律： 
“能用JavaScript编写的任何应用程序，最终将用JavaScript编写。”